# Happier Than Ever (Lied)
Happier Than Ever ist ein Lied der US-amerikanischen Singer-Songwriterin Billie Eilish aus dem Jahr 2021. Es ist die sechste Singleauskopplung ihres zweiten gleichnamigen Studioalbums.

## Entstehung und Veröffentlichung
Das Lied wurde von der Interpretin selbst, zusammen mit ihrem Bruder Finneas O’Connell, geschrieben. Es war der erste Titel den die beiden für ihr gleichnamiges zweites Studioalbum schrieben. Der Arbeitstitel lautete zunächst noch Away from Me. Im Sommer 2019, nachdem sie den amerikanischen Teil ihrer When We All Fall Asleep Tour beendet hatte, flog Eilish mit Finneas nach Middelfart. Sie schrieben die Melodie für den ersten Refrain des Songs auf einer billigen 80-Dollar-Gitarre und einen Text über eine Situation, die Eilish gerade durchmachte: "When I'm away from you, I'm happier than ever." Die beiden griffen den Song acht Monate später wieder auf, als sie mit der Arbeit an dem Album begannen, und stellten ihn im Mai oder Juni 2020 fertig. Finneas wollte, dass der Stil dynamisch ist und Eilishs Emotionalität vorantreibt, anstatt sie zu überschatten. Er verwendete Plugins, um dem akustischen Intro von "Happier Than Ever" Textur zu verleihen, und Eilish bearbeitete ihre eigenen Vocal-Takes für die Gesangsprogrammierung digital. O’Connell zeichnete zudem auch für die Produktion verantwortlich.
Der Song wurde erstmals 2021 in dem Dokumentarfilm Billie Eilish: The World’s a Little Blurry präsentiert, wo der Text „when I’m away from you, I’m happier than ever, wish I could explain it better. Wish it wasn’t true“ enthüllt wurde. Eilish kündigte eine bevorstehende Veröffentlichung im April 2021 an und postete auf ihrem Instagram-Profil „things are comingggg“. Eine Woche später, am 26. April, veröffentlichte sie dort einen 15 Sekunden langen Ausschnitt von Happier Than Ever, auf dem sie mit dem Rücken zur Kamera auf einem Stuhl sitzt. Die Erstveröffentlichung erfolgte schließlich am 28. Juli 2021 als Single bei Darkroom und Interscope Records. Diese erschien als digitaler Einzeltrack zum Download und Streaming (Katalognummer: 21UMGIM36691). Zwei Tage später erschien es als Teil des gleichnamigen zweiten Studioalbums, dessen sechste Singleauskopplung es ist.

## Musik und Text
Happier Than Ever ist eine gefühlvolle Power-Ballade.
Mehrere Kritiker merkten an, dass Eilishs Schreie und Finneas' rockige Produktion eine deutliche Abkehr von ihren beiden früheren Musikstilen darstellten.
Der Text von Happier Than Ever erzählt von Eilishs Erfahrungen mit einer ungesunden, gescheiterten romantischen Beziehung. Der Track ist ein Abschiedsgruß an ihren ehemaligen Partner, den sie für mehrere Missetaten verurteilt, indem sie ihm des Gaslighting bezichtigt, zu den Treffen mit ihr zu spät zu kommen, und betrunken nach Hause zu fahren. Der Song beginnt mit den sanft vorgetragenen Zeilen "When I'm away from you / I'm happier than ever", und gipfelt darin, dass Eilish schreit: "just fucking leave me alone".

## Musikvideo
Eilish führte bei dem Musikvideo zu Happier Than Ever Regie, das die Veröffentlichung begleitete. Sie kündigte es auf Instagram an: "Das ist mein liebstes ... Video überhaupt."
Bei YouTube erzielte das Video bislang 384 Mio. Aufrufe. (Stand: 31. August 2024)

## Rezeption
In einem Interview mit NPR sagte Eilish, es sei einer der wichtigsten Songs, die sie geschrieben habe. Sie erklärte, dass sich der Aufnahmeprozess so anfühlte, als ob sie den besten Weg gefunden hätte, einer Person etwas zu sagen, was sie ihr schon lange sagen wollte: "You don't really know what you want to say or how to say it — and then maybe you have a conversation with somebody else, or you think a little bit about it, and you figure out what it is..."

### Rezensionen
Viele Musikkritiker lobten Happier Than Ever als den herausragenden Song des Albums. Jason Lipshutz, ein Redakteur von Billboard, war der Meinung, dass es "die Essenz des Albums am besten einfängt", weil es Eilishs Songwriting- und Gesangstalent demonstriert, das seiner Meinung nach den traditionellen Erwartungen an Popmusik trotzt. In einem Artikel für den NME argumentierte El Hunt, dass Eilishs Performance in dem Song eine starke emotionale Wirkung habe und beweise, dass sich ihre Stimme im Laufe der Jahre verbessert habe.
Im Jahr 2022 stuften der Rolling Stone und der NME Happier Than Ever als Eilishs besten Song überhaupt ein. Brittany Spanos vom ehemaligen Magazin erklärte, der Song sei "pure Angst und eine Abkehr [von ihrem] sonst so kühlen" Verhalten und verglich den Anfang mit einem Lamm und das Outro mit "einem ganzen Rudel Löwen." Für MTV Australia bezeichnete Jackson Langford Happier Than Ever als ihren zweitbesten Song und einen "vulkanischen Ausbruch von Wut und Emotionen" und merkte an, dass er alle vorherigen Veröffentlichungen ersetzt, die als "der Song, der Billie Eilishs Kunst und Karriere definieren würde", in Frage gekommen wären. Rachel Brodsky von Uproxx platzierte den Song auf Platz 11 in Eilishs Diskografie.

### Preise
Happier Than Ever erhielt mehrere Auszeichnungen und Nominierungen. Der Song wurde 2021 für den MTV Video Music Award als Song des Sommers nominiert, und bei der Verleihung 2022 für den besten Pop, die beste Regie, die besten visuellen Effekte und den Song des Jahres, wobei er letzteren gewann. Außerdem wurde er bei den NME Awards 2022 für das beste Musikvideo nominiert, und bei den 64th Annual Grammy Awards die Auszeichnung für die Platte des Jahres, den Song des Jahres, das beste Musikvideo und die beste Pop-Solo-Performance.

## Kommerzieller Erfolg

### Chartplatzierungen
Happier Than Ever avancierte unter anderem in Australien (Rang 3), Neuseeland (Rang 4) und Norwegen (Rang 5) zum Top-10-Hit. In den Vereinigten Staaten debütierte das Lied am 14. August 2021 auf Platz elf der Billboard Hot 100 und hielt sich 26 Wochen in den Charts. Darüber hinaus avancierte das Lied zum Nummer-eins-Hit der US-amerikanischen Hot Rock & Alternative Songs Charts, zum zweiten für Eilish nach My Future in dieser Chartauswertung. Damit war sie nach Taylor Swift die zweite Frau, die mehrere Nummer-eins-Hits in dieser Auswertung hatte.
| ChartsChartplatzierungen       | Höchstplatzierung | Wochen |
| ------------------------------ | ----------------- | ------ |
| Deutschland (GfK)              | 23 (18 Wo.)       | 18     |
| Österreich (Ö3)                | 12 (22 Wo.)       | 22     |
| Schweiz (IFPI)                 | 13 (29 Wo.)       | 29     |
| Vereinigte Staaten (Billboard) | 11 (26 Wo.)       | 26     |
| Vereinigtes Königreich (OCC)   | 4 (27 Wo.)        | 27     |

| ChartsJahrescharts (2021)      | Platzierung |
| ------------------------------ | ----------- |
| Österreich (Ö3)                | 57          |
| Schweiz (IFPI)                 | 71          |
| Vereinigte Staaten (Billboard) | 94          |
| Vereinigtes Königreich (OCC)   | 55          |

### Auszeichnungen für Musikverkäufe
| Land/Region                  | Auszeichnungen für Musikverkäufe (Land/Region, Auszeichnung, Verkäufe) | Verkäufe  |
| ---------------------------- | ---------------------------------------------------------------------- | --------- |
| Australien (ARIA)            | 5× Platin                                                              | 350.000   |
| Belgien (BRMA)               | Gold                                                                   | 20.000    |
| Brasilien (PMB)              | 3× Diamant                                                             | 480.000   |
| Dänemark (IFPI)              | Platin                                                                 | 90.000    |
| Deutschland (BVMI)           | Gold                                                                   | 200.000   |
| Frankreich (SNEP)            | Diamant                                                                | 333.333   |
| Griechenland (IFPI)          | Platin                                                                 | 20.000    |
| Italien (FIMI)               | Platin                                                                 | 100.000   |
| Kanada (MC)                  | 6× Platin                                                              | 480.000   |
| Mexiko (AMPROFON)            | 3× Platin                                                              | 420.000   |
| Neuseeland (RMNZ)            | 4× Platin                                                              | 120.000   |
| Österreich (IFPI)            | 2× Platin                                                              | 60.000    |
| Polen (ZPAV)                 | 3× Platin                                                              | 150.000   |
| Portugal (AFP)               | 3× Platin                                                              | 30.000    |
| Schweden (IFPI)              | Gold                                                                   | 60.000    |
| Spanien (Promusicae)         | 2× Platin                                                              | 120.000   |
| Vereinigtes Königreich (BPI) | 2× Platin                                                              | 1.300.000 |
| Insgesamt                    | 3× Gold · 33× Platin · 4× Diamant ·                                    | 4.333.333 |

Hauptartikel: Billie Eilish/Auszeichnungen für Musikverkäufe